# Josemaria Resources
Josemaria Resources Ltd. är ett kanadensiskt gruvföretag inom Lundinsfären, som grundades i Kanada 1983 under namnet Curator Resources Ltd., namnändrat 1985 till International Curator Resources Ltd. och 2003 till Canadian Gold Hunter Corp. Företaget köpte 2009 Suramina Resources Inc., varefter företagets namn ändrades till Ngex Resources Inc. 
År 2016 omorganiserades företagets Filo del Sol-projekt i Chile till det helägda dotterbolaget Filo Mining Corp., vars aktier delades ut till Ngex Resources Inc.:s aktieägare. Filo Mining Corp. börsnoterades på Torontobörsen samt på Stockholmsbörsens First North samma år. 
År 2019 avskiljdes det argentinska Los Helados-projektet i det helägda dotterbolaget Ngex Minerals Ltd. I samband med detta ändrades Ngex Resources Inc.:s namn till Josemaria Resources Inc. med ändrade tickersymboler till JOSE på både Toronto- och Stockholmsbörserna. I samband med dessa arrangemang börsnoterades också det nya bolaget Ngex Minerals på Torontobörsen (men ej på Stockholmsbörsen) under handelssymbolen “NGEX”.
Josemaria Resources aktier övertog tidigare är idag Ngex Resources Inc.:s noteringar på Stockholmsbörsen och på Torontobörsen. Aktien handlas också på OTC Markets Group i New York i USA.
Josemaria Resources exploaterar det helägda Josemaria koppar- och guldmalmfyndigheten i San Juanprovinsen i Anderna i Argentina, som ligger mycket nära gränsen till Chile och nära systerföretaget Filo Minings koppar-, guld- och silvergruva i Chile. På denna höjd upp i Anderna kan arbete bara bedrivas under södra halvklotets sommarperiod, normalt mellan mitten av oktober  och mitten av maj. Malmfyndigheten bekräftades vid borrningar under 2003/2004 års fältperiod. Borrningar har därefter gjorts under ytterligare tio säsonger fram till och med 2020. Gruvan är planerad som en storskalig ovanjordsgruva med brytning av malm med en genomsnittshalt av 0,30% koppar och 0.22 g/ton guld under åtminstone en 19-årsperiod. Processarbetet på plats ska resultera i en slutprodukt för kopparens del i form av ett koncentrat på mellam 26% och 32% koppar.
Josemaria Resources förvärvades av Lundin Mining och avlistades från Stockholmsbörsen den 29 april 2022 och från Torontobörsen den 2 maj 2022.